# فولفغانغ بوهمه
فولفغانغ بوهمه (بالألمانية: Wolfgang Böhme)‏ (17 ديسمبر 1949 في ألمانيا - ) هو لاعب كرة يد ألمانيا الشرقية وألماني (وحمل سابقاً جنسية ألمانيا الشرقية) في مركز ظهير ‏. شارك في الألعاب الأولمبية الصيفية 1972. ولعب مع نادي مندن لكرة اليد.

## وصلات خارجية
- فولفغانغ بوهمه على موقع أوليمبيديا (الإنجليزية)